# Đăk Blô
Đăk Blô là một xã thuộc huyện Đăk Glei, tỉnh Kon Tum, Việt Nam.
Xã Đăk Blô có diện tích 147,50 km², dân số năm 2019 là 1.400 người, mật độ dân số đạt 10 người/km².